# ホアキン・コシオ
ホアキン・コシオ（Joaquín Cosío, 1962年 - ）は、メキシコの俳優。

## 出演作品

### 映画
- ローン・レンジャー（ヘスース）
- 野蛮なやつら/SAVAGES（エル・アズール）
- メキシコ 地獄の抗争
- 命を燃やして（フアン）
- 007 慰めの報酬（メドラーノ将軍）
- カクタス・ジャック（ルベン）
- スパイダーマン:スパイダーバース（スコーピオン）※声の出演
- ランボー ラスト・ブラッド（ドン・マヌエル）
- ザ・スーサイド・スクワッド “極”悪党、集結（マテオ・スアレス将軍）

### テレビ
- ストレイン 沈黙のエクリプス（銀の天使）
- ナルコス:メキシコ編（ドン・ネト）
- Gentified/ヘンテファイド Gentified (2020-)（カシミール・“ポップ”・モラレス）